# Brian Ferneyhough
Brian John Peter Ferneyhough (født 16. januar 1943) er en engelsk komponist.
Hans musik er kompromiløs modernistisk i udtrykket og skabt under anvendelse af komplekse serielle kompositationsteknikker. Kompleksitet er et af nøgleordene i hans musik. Musikken er mangelaget, og partiturerne er detaljerede til det yderste og stiller ekstreme skrev både til lytterne og musikerne.